# Singelhoven
Singelhoven, Stadhouderskade 69-70, is een dubbelherenhuis aan de Stadhouderskade te Amsterdam-Zuid.
Het gebouw is ontworpen door IJme Gerardus Bijvoets en is gebouwd in de eclectische bouwstijl ontworpen. Het pand is symmetrisch gebouwd met een wit middenvlak met twee toegangspoorten, tegenover donker beschilderde gevelvlakken links en rechts. Het gebouw heeft als naam Singelhoven meegekregen vanwege het uitzicht op de Singelgracht, alsmede jaartal 1877 op de gevel. Alhoewel hier sprake is van een monumentaal gebouw met gevelornamenten komt het gebouw niet voor op de lijst van gemeentelijke monumenten in Amsterdam-Zuid. Dit besluit kan gebaseerd zijn op het feit, dat toen de monumentenstatus aan Stadhouderskade 68 werd toegekend het gebouw ontsierd werd door kunststof kozijnen, die overal waren toegepast, maar niet bij etage 69-1 hoog. Ook is een deel van de gevel van de begane grond van 69 wit geschilderd. Balkons wel aanwezig bij huis nummer 68 ontbreken hier.
In de Tweede Wereldoorlog woonde hier Hans van Gogh, werkzaam bij Persoonsbewijzenregistratie, die onder meer betrokken was bij de voorbereiding van de vernieling van het bevolkingsregister in 1943 (verzetsdaad).

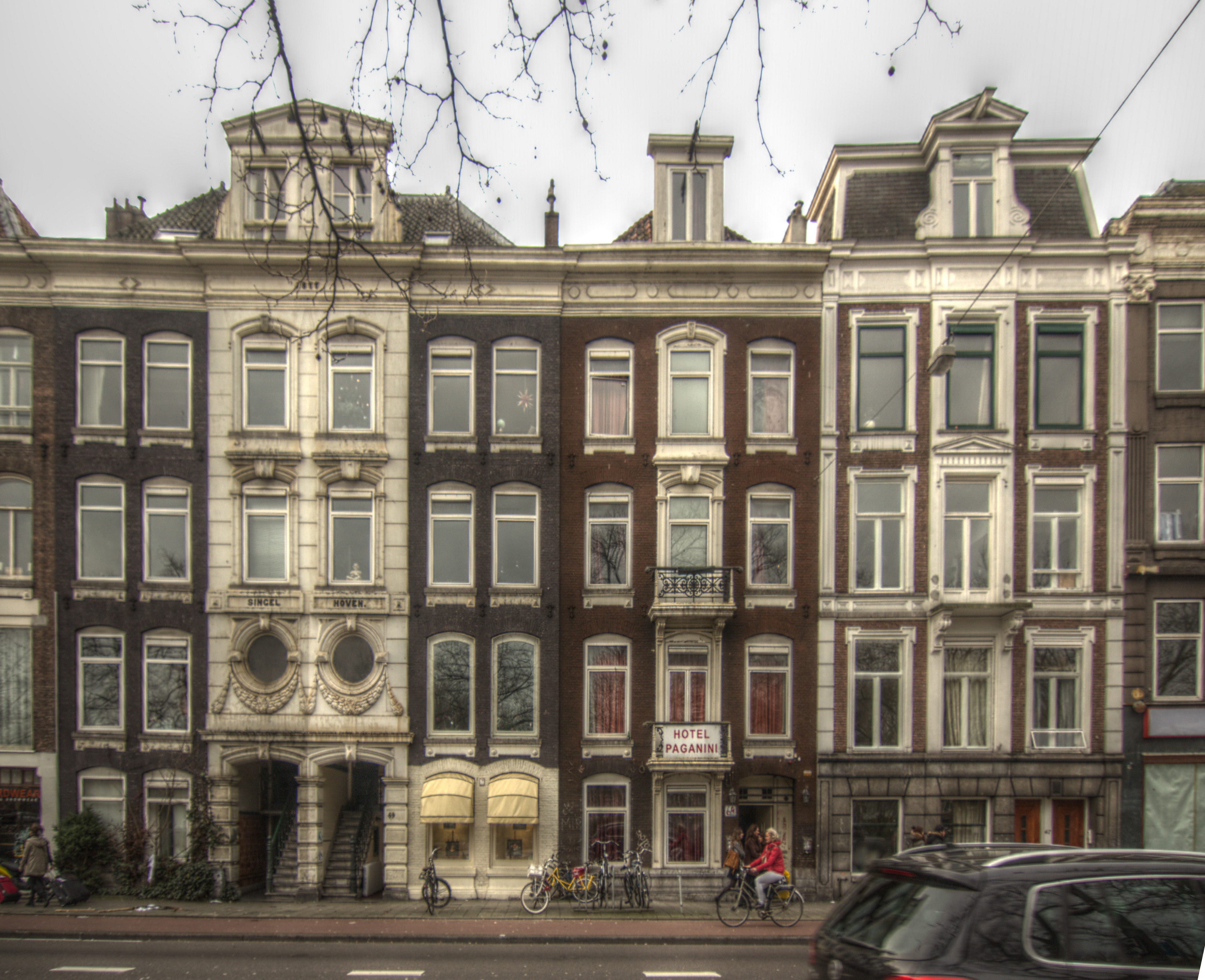
Met de naastgelegen panden

Oost ·
160 ·
158 ·
157 ·
156 ·
155 ·
151-154 ·
149-150 ·
145-146 ·
142-144 ·
140-141 ·
137-139 ·
135-136 ·
130-134 ·
129 ·
128 ·
125-127 ·
123-124 ·
116-122 ·
115 ·
110-113 ·
100-101 ·
97 ·
95-96 ·
93-94 ·
92 ·
91 ·
89-90 ·
87-88 ·
86 ·
85 ·
84 ·
82-83 ·
78-79 ·
77 ·
Heineken Brouwerij ·
74 ·
72-73 ·
69-70 ·
68 ·
67 ·
65-66 ·
64 ·
62-63 ·
60-60a ·
58-59 ·
56-57 ·
Willemshuis ·
Van Nispenhuis ·
Kapel van Sint Josephs Gezellen-Vereeniging ·
54 ·
52-53 ·
47-49 ·
Carel Willinkplantsoen ·
Polderhuis ·
Ruysdaelkade 2-4 ·
Judith Leysterbrug ·
42 (Rijksmuseum) ·
40-41 ·
31-35 ·
30 ·
29 ·
Park Centraal Amsterdam ·
Stedemaagd (Vondelpark) ·
Byzantium ·
Koepelkerk ·
12 (Marriott) ·
Persilhuis ·
7 ·
5 ·
3 ·
1 ·
West